# Rezerwat przyrody Krywe
Krywe – rezerwat przyrody znajdujący się na terenie gmin Czarna oraz Lutowiska, w powiecie bieszczadzkim, w województwie podkarpackim. Wraz z okolicą wchodzi w skład Parku Krajobrazowego Doliny Sanu oraz obszaru Natura 2000 „Bieszczady” (PLC180001) i Międzynarodowego Rezerwatu Biosfery „Karpaty Wschodnie”. Jest to największy rezerwat polskich Bieszczadów – zajmuje powierzchnię 511,73 ha, z czego 432,62 ha stanowią grunty pod zarządem Nadleśnictwa Lutowiska.

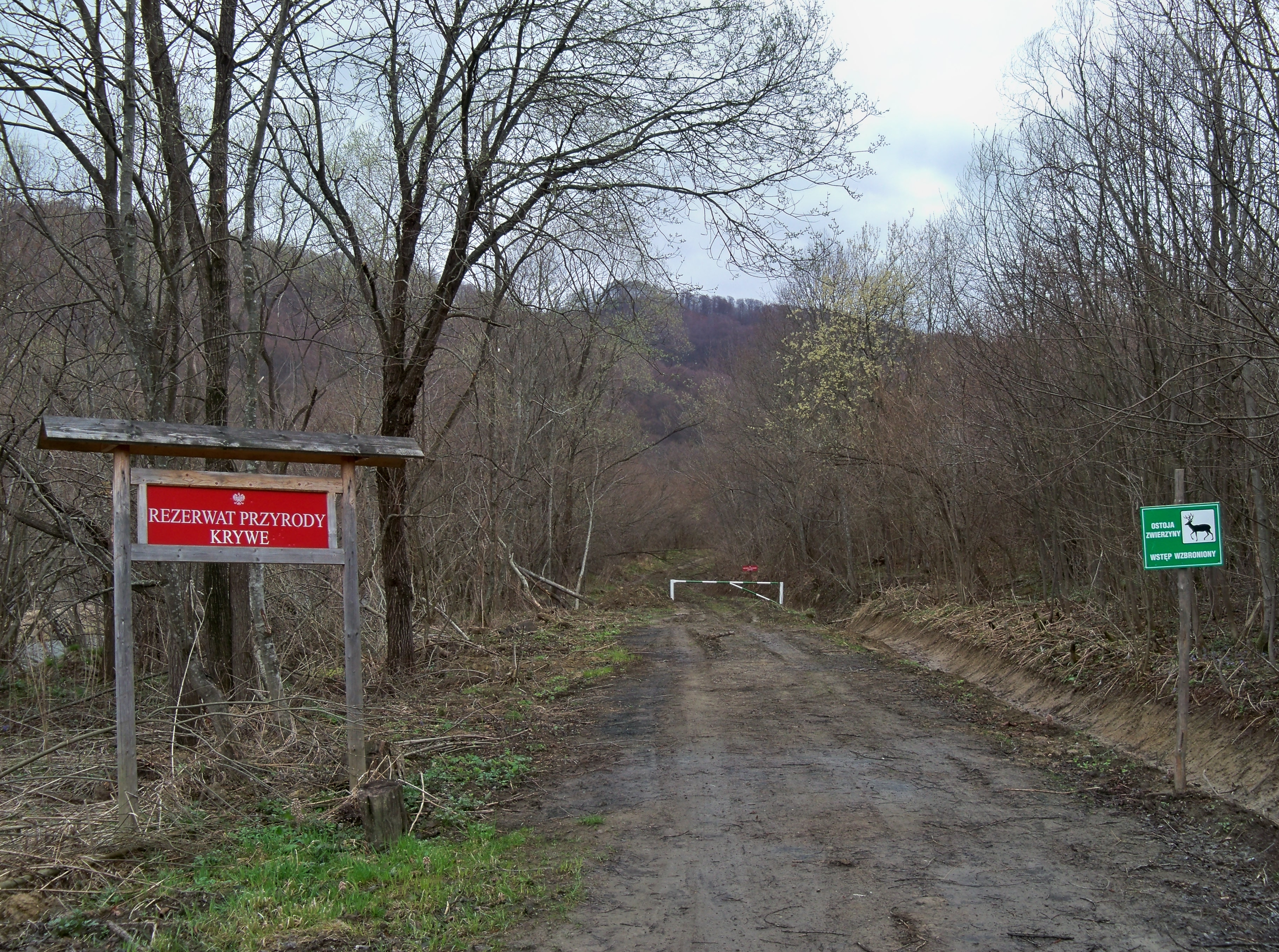
Północno-zachodnie wejście do rezerwatu

Rezerwat utworzono po obu stronach przełomowego odcinka Sanu, pomiędzy ujściem potoku Hulski a mostem w Rajskiem.
- numer według rejestru wojewódzkiego: 39[3]
- powierzchnia według aktu powołującego: 511,73 ha
- dokument powołujący: M.P. 1991.25.172
- rodzaj rezerwatu: krajobrazowy[1]

- typ rezerwatu – krajobrazów

- podtyp rezerwatu – krajobrazów naturalnych

- typ ekosystemu – różnych ekosystemów

- podtyp ekosystemu – mozaiki różnych ekosystemów

- przedmiot ochrony (według aktu powołującego): przełomowy fragment doliny Sanu pod pasmem Otrytu z wieloma interesującymi zbiorowiskami roślinnymi oraz rzadkimi gatunkami roślin i zwierząt[1].

Jest to centrum występowania polskiej populacji węża Eskulapa. Rezerwat i jego okolice są jedynym w Polsce znanym na początku XXI wieku pewnym stanowiskiem tego gatunku. W tych okolicach żyją również nieco rzadziej gniewosze plamiste, a częściej pozostałe polskie gatunki węży – zaskroniec zwyczajny i żmija zygzakowata.